# Andreas Khol
Andreas Khol (ur. 14 lipca 1941 w Bergen auf Rügen) – austriacki polityk i prawnik, długoletni parlamentarzysta, działacz Austriackiej Partii Ludowej, przewodniczący Rady Narodowej XXII kadencji, kandydat w wyborach prezydenckich.

## Życiorys
Studiował prawo na Uniwersytecie w Innsbrucku, które ukończył w 1963. W 1969 habilitował się na Uniwersytecie Wiedeńskim. Był pracownikiem naukowo-dydaktycznym uniwersytetów w Innsbrucku i Wiedniu. Pracował także w administracji sądu konstytucyjnego i w sekretariacie Rady Europy.
Wieloletni działacz Austriackiej Partii Ludowej (ÖVP). Był dyrektorem akademii politycznej (Politische Akademie der ÖVP) od 1974 do 1992, a następnie do 1994 jej wiceprezydentem. Od 1983 do 2006 przez siedem kadencji sprawował z ramienia ludowców mandat posła do Rady Narodowej. W latach 1994–1999 i 2000–2002 był przewodniczącym klubu poselskiego ÖVP.
Od 29 października 1999 do 8 lutego 2000 sprawował funkcję trzeciego wiceprzewodniczącego Rady Narodowej, zaś od 20 grudnia 2002 do 30 października 2006 był przewodniczącym tej izby. W związku ze śmiercią prezydenta Thomasa Klestila na dwa dni przed upływem kadencji Andreas Khol od 6 do 8 lipca, wraz z dwoma zastępcami, pełnił obowiązki prezydenta Austrii. W 2005 został przewodniczącym afiliowanego przy ÖVP Austriackiego Związku Seniorów; kierował tą organizacją do 2016.
W 2016 został ogłoszony kandydatem Austriackiej Partii Ludowej w wyborach prezydenckich. Przegrał w pierwszej turze głosowania z 24 kwietnia 2016, otrzymując około 11% głosów.

## Odznaczenia
- Wielka Srebrna, Wielka Złota z Gwiazdą, Wielka Złota na Wstędze Odznaka Honorowa za Zasługi dla Republiki Austrii
- Wielki Krzyż Zasługi z Gwiazdą i Wstęgą Orderu Zasługi RFN (Niemcy)
- Oficer Legii Honorowej (Francja)
- Krzyż Komandorski z Gwiazdą Orderu Zasługi RP (Polska)[3]
- Krzyż Wielki Orderu Zasługi (Węgry)